# Mierenzuur
Mierenzuur of methaanzuur is een carbonzuur met als brutoformule CH2O2, ook geschreven als HCOOH. Mierenzuur is het eenvoudigste carbonzuur en zeer corrosief. Vroeger was de wetenschappelijke naam dan ook hydrogeencarbonzuur. De zouten en esters van mierenzuur heten formiaten.

## Synthese
Mierenzuur kan via enkele stappen uit methanol, water en koolstofmonoxide worden bereid:
- Methanol en koolstofmonoxide reageren bij verhoogde temperatuur en druk tot de ester methylformiaat

{\displaystyle {\ce {CH3OH + CO -> HCOOCH3}}}
- Methylformiaat reageert met water tot mierenzuur en methanol

{\displaystyle {\ce {HCOOCH3 + H2O -> HCOOH + CH3OH}}}
Daarnaast kan het ook gesynthetiseerd worden, uitgaande van natriumhydroxide, zwavelzuur en koolstofmonoxide:
- Natriumhydroxide en koolstofmonoxide reageren bij verhoogde temperatuur en sterk verhoogde druk tot natriumformiaat

{\displaystyle {\ce {NaOH + CO -> NaCOOH}}}
- Natriumformiaat reageert met zwavelzuur tot mierenzuur en natriumsulfaat

{\displaystyle {\ce {2NaCOOH + H2SO4 -> 2HCOOH + Na2SO4}}}
DFT-berekeningen suggereren dat rechtstreekse synthese van mierenzuur uit diwaterstof en koolstofdioxide (hydrogenering van CO2) ook mogelijk is dankzij de ontwikkeling van effectieve katalysatoren. Dit is een mogelijke manier om CO2 op te slaan en om te zetten in andere bruikbare verbindingen.
{\displaystyle {\ce {CO2 + H2 -> HCOOH}}}

## Voorkomen
Mierenzuur komt in veel levende wezens voor, zowel in dieren als in planten, waaronder brandnetels. Ook wespen, bijen, hommels en de rups van de hermelijnvlinder verdedigen zich met mierenzuur. Onder andere mieren maken en gebruiken mierenzuur als middel tot aanval en zelfverdediging, vandaar de naam mierenzuur. In het verleden onttrokken leerlooiers mierenzuur aan mierennesten. Men meende toen dat het de urine van mieren was. In sommige dialecten hebben mieren om die reden woorden voor urine in hun naam: mieghummel (Drents), mierezeiker, zeikmoeier (Brabants), aomzeik (Limburgs) en miegempen (Twents).
Zuiver mierenzuur is een gevaarlijke stof omdat het erg corrosief is.

## Toepassingen

### Industrie
Zuiver mierenzuur is een belangrijke stof in de chemische synthese van veel organische stoffen. Met alcoholen vormt mierenzuur esters (formiaten) die als oplosmiddel of geurstof worden gebruikt. Zuiver mierenzuur dient in schoonmaakmiddelen als antisepticum en als ontkalkend middel. Het wordt in de leer- en textielindustrie als looi- of beitsmiddel gebruikt.

### Waterstofproductie
Mierenzuur is bij proeven toegepast als brandstof voor auto's. Hierbij wordt het mierenzuur (HCOOH) met een katalysator bij kamertemperatuur omgezet in waterstofgas (H2) en kooldioxide (CO2). Met de waterstof kan elektriciteit gegenereerd worden. De omzetting van mierenzuur naar elektriciteit heeft een rendement van ongeveer 45%. De nodige elektriciteit kan op een duurzame manier opgewekt worden, maar deze waterstofproductie is op deze manier nog niet economisch rendabel. Om deze reden wordt waterstof doorgaans geproduceerd op basis van reforming van aardgas.
Het is ook mogelijk mierenzuur rechtstreeks te genereren met elektriciteit, water (H2O) en CO2. Het water wordt in dit proces gebruikt als bron voor de waterstof. Hiermee ontstaat een emissieloze cyclus. Hoewel bij het gebruik van mierenzuur als energiebron CO2 vrijkomt, wordt deze volledig gecompenseerd tijdens de aanmaak van mierenzuur. Het grote voordeel is dat mierenzuur vloeibaar is bij kamertemperatuur en hierdoor gemakkelijker vervoerd kan worden dan waterstof. Er zijn experimenten gepland met autobussen die voorzien zijn van mierenzuurbrandstofcellen.

#### Hydrozine
Onder de naam Hydrozine produceert sinds 2017 het Team FAST (Formic Acid Sustainable Technologies) van de Technische Universiteit Eindhoven mierenzuur met CO2 uit mest om als brandstof te gebruiken. Als voor de productie duurzame energie wordt gebruikt, heeft men zo een CO2-neutrale brandstof.

### Voeding
Mierenzuur en sommige formiaten zijn toegestaan als voedingsadditief. Ze worden gebruikt als conserveermiddel of zuurteregelaar:
- E236 - Mierenzuur
- E237 - Natriumformiaat
- E238 - Calciumformiaat